# Eagle Peak
Eagle Peak är en bergstopp i Kanada.   Den ligger i provinsen British Columbia, i den centrala delen av landet, 3 100 km väster om huvudstaden Ottawa. Toppen på Eagle Peak är 2 846 meter över havet.
Terrängen runt Eagle Peak är huvudsakligen bergig, men den allra närmaste omgivningen är kuperad.Trakten runt Eagle Peak är nära nog obefolkad, med mindre än två invånare per kvadratkilometer.. 
Trakten runt Eagle Peak består i huvudsak av gräsmarker.